# KNILM

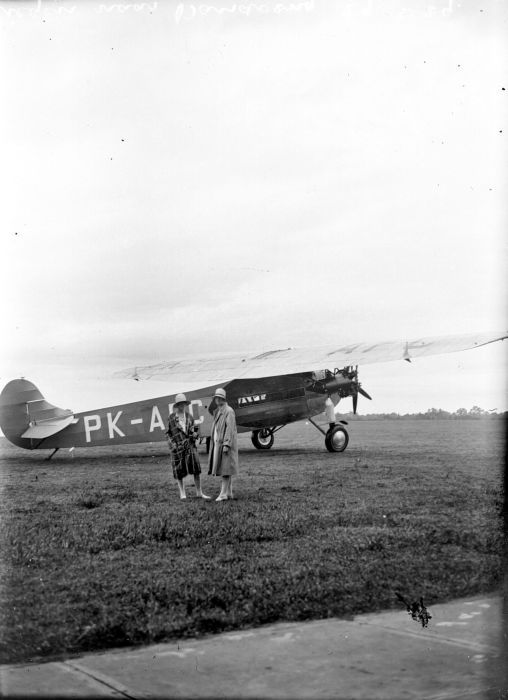
Un Fokker F.VII de la KNILM sur l'aérodrome de Tjililitan de Batavia (aujourd'hui aéroport Halim Perdanakusuma de Jakarta) en 1929

La Koninklijke Nederlandsch-Indische Luchtvaart Maatschappij ("Compagnie royale d'aviation des Indes néerlandaises") était la compagnie aérienne des anciennes Indes néerlandaises (l'actuelle Indonésie). Son siège était à Amsterdam aux Pays-Bas. Malgré la ressemblance des noms, la KNILM n'était pas une filiale de la KLM, la compagnie aérienne néerlandaise. 

## Histoire
La KNILM fut fondée le 16 juillet 1928 sous le nom de NILM (Nederlandsch-Indische Luchtvaart Maatschappij ou "Compagnie aérienne des Indes néerlandaises") par un  groupe de trente-deux investisseurs des Indes néerlandaises, avec un capital de 5 millions de florins de l'époque. Pour éviter toute confusion avec la compagnie d'assurance Nillmij (en), on adjoignit à son nom l'épithète honorifique Koninklijk ("royal") le 15 octobre 1928. La compagnie opérait dans les Indes néerlandaises et vers des destinations en Asie du Sud-Est et en Australie. 

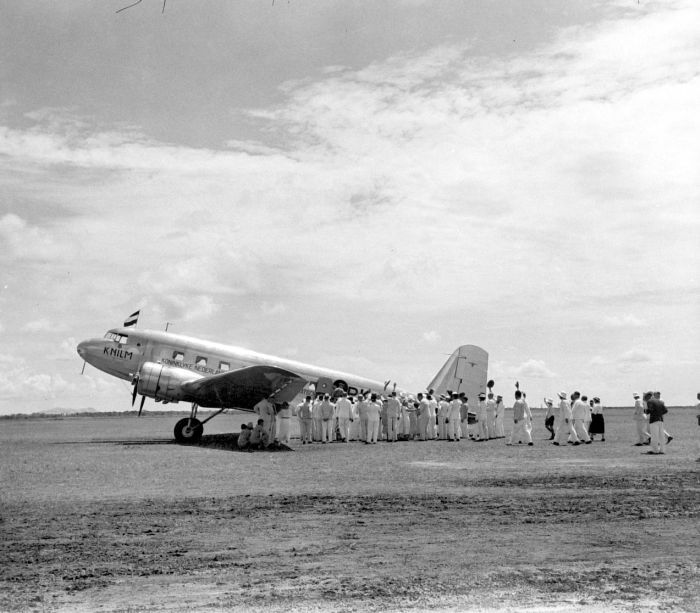
Un DC-2 de la KNILM sur l'aérodrome d'Oelin à Banjarmasin en 1936

Ses premières liaisons régulières furent Batavia (aujourd'hui Jakarta) - Bandung et Batavia - Semarang, et démarrèrent le 1er novembre 1928. L'inauguration eut lieu sur l'aérodrome de Tjililitan à Batavia (aujourd'hui l'aéroport de Jakarta Halim Perdanakusuma). La liaison Batavia-Semarang fut ensuite prolongée vers Surabaya. Le service fut progressivement étendu vers d'autres îles de l'archipel, à savoir Palembang et Medan à Sumatra, Balikpapan et Tarakan à Kalimantan et Denpasar à Bali. Juste avant la Seconde Guerre mondiale, KNILM créa également un réseau dans l'est de l'archipel, desservant des villes comme Ambon dans les Moluques. Dans ce but, la compagnie acquit des hydravions, en raison du manque de pistes dans cette région.
Dès 1930, KNILM entrepris son premier vol international vers Singapour. Le 3 juillet 1938, la compagnie commença à desservir Sydney, avec escale à Darwin, Cloncurry et Charleville. La KNILM n'assurait pas la liaison avec les Pays-Bas, car un vol hebdomadaire Amsterdam-Batavia était assuré par KLM.

### Routes (in 1936)

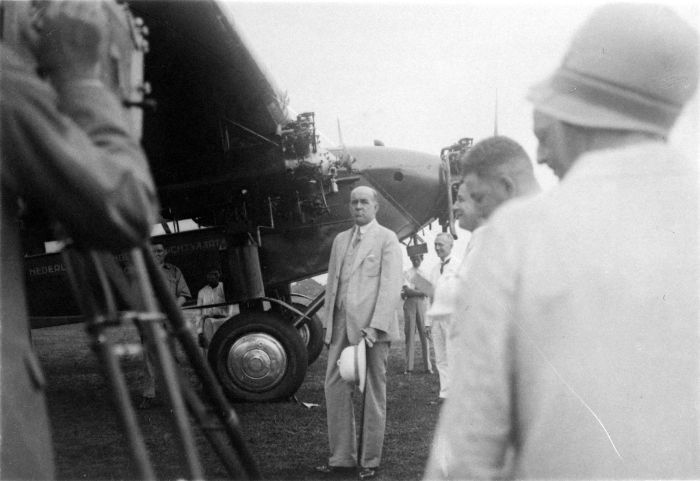
Inauguration du premier vol de la KNILM pour Semarang et Bandung en novembre 1928 par le gouverneur-général Jhr. M.. A.C.D. de Graeff à l'aéroport de Tjililitan à Batavia

- Batavia-Bandung (2 vols quotidiens durant la saison des pluies, 3 durant la saison sèche)
- Batavia-Semarang-Surabaya (quotidien)
- Batavia-Palembang-Singapore (hebdomadaire)
- Batavia-Palembang-Pakanbaru-Medan (hebdomadaire)
- Batavia-Surabaya-Banjarmasin-Balikpapan-Tarakan (hebdomadaire)
- Surabaya-Denpasar (hebdomadaire)

## Seconde guerre mondiale et indépendance de l'Indonésie
Lors de l'attaque des Indes néerlandaises par le Japon, la KNILM fut utilisée pour des vols d'évacuation et le transport de troupes. Le 28 décembre 1941, le Douglas DC-3 "Nandoe" (immatriculé PK-ALN) de la KNILM fut détruit au sol par les troupes japonaises à Medan, tuant les équipages et les passagers. Juste avant et après l'invasion japonaise du 1er mars 1942, tous les appareils de la KNILM ayant un rayon d'action suffisant furent évacués vers l'Australie. Le 7 mars 1942, la veille de la capitulation des Néerlandais, le dernier avion de la KNILM décollait de Bandung. Plusieurs appareils de la KNILM furent détruits lors du bombardement de Darwin par les Japonais. En tout, 11 avions de KNILM se sont réfugiés en  Australie : 3 Douglas DC-5s, 2 DC-3, 2 DC-2 et 3 Lockheed Model 14 Super Electras. Mi-mai 1942 les appareils restants furent vendus aux militaires américains.
Durant la Révolution nationale indonésienne, la KNILM ne pouvait pas opérer, en raison des combats entre les armées indonésienne et néerlandaise. Tous les vols durant cette période étaient faits à l'aide d'avion de transport militaire dirigés par le transport gouvernemental des Indes néerlandaises (NIGAT). Officiellement, KNILM était remise sur pied afin de desservir des vol charter à l'est de l'Indonésie. Commençant le 16 novembre 1946, il effectuait un vol transpacifique hebdomadaire entre Batavia et Los Angeles. La liaison était effectuée par des DC-4 du NIGAT. La liaison ne fut pas un succès et a été arrêtée après quelques mois. 
La KNILM fut officiellement fermée le 1er août 1947. Pour assurer le transport aérien à travers l'archipel indonésien, ce qui restait de ses actifs fut transféré à KLM, qui créa dans ce but la KLM Interinsulair Bedrijf (en) ("KLM Service interinsulaire"), devenue Garuda Indonesia.

## Flotte
- 7 Fokker F.VIIb/3m mis en service entre 1928 et 1930. Enregistrés sous les numéros H-NAFA à H-NAFD, puis PK-AFA à PK-AFD.
- 2 Fokker F.XII (en), mis en service en 1931. Enregistrés sous les numéros PK-AFH et PK-AFI.
- 3 Douglas DC-2, mis en service en 1935.
- 3 hydravions De Havilland Dragon Rapide mis en service en 1935 pour la cartographie aérienne de la Nouvelle-Guinée occidentale.
- 2 hydravions Sikorsky S-38, mis en service en 1936 pour la cartographie aérienne de la Nouvelle-Guinée occidentale.
- 5 Lockheed L-14 Super Electra, mis en service en 1938 pour la desserte de l'Australie.
- 2 hydravions Grumman G-21 Goose, mis en service en 1940.
- 3 Douglas DC-3, transférés de KLM en 1940 en raison de l'occupation des Pays-Bas par l'Allemagne nazie.
- 4 Douglas DC-5, mis en service en 1940-1941. These account for 80% of the aircraft type made for civilian use.
- 3 hydravions Sikorsky S-43, mis en service en 1941.